# Ust´-Kamczatsk
Ust´-Kamczatsk (ros. Усть-Камчатск, do 1890 roku Ust´-Primorskij, ros. Усть-Приморский) – miasto w dalekowschodniej, azjatyckiej części Rosji, na wschodnim brzegu Półwyspu Kamczackiego, u ujścia rzeki Kamczatki. Administracyjnie położone w Kraju Kamczackim jako stolica rejonu ust´-kamczatskiego.
Miasto zostało założone w 1731 roku pod nazwą Ust´-Primorskij, zmienioną w 1890 roku na obecną. Od 1937 roku w mieście działa port lotniczy.